# Horovo oko
Horovo oko je staroegipčanski simbol zaščite, vladarske moči in dobrega zdravja. 
Oko je poosebljalo boginjo Vadžet (tudi Vedžat,  Udžat, Vedžojet, Edžo ali Uto)  Horovo oko je podobno Rajevemu očesu, s katerim imata veliko enakih  pojmov. 
Ime Vadžet izhaja iz besede wadj, ki pomeni zeleno.  Grki in Rimljani so ko poznali kot  uraeus, iz egipčanskega iaret, ki pomeni dvigajoča (se) kot kobra, ki se v obrambi dvigne v zrak. Vadžet je bila ena od prvih egipčanskih božanstev, katero so kasneje povezali  z boginjami Bastet, Sekmet, Mut in Hator. Bila je zavetnica Spodnjega Egipta. Pod njeno zaščito je bilo svetišče per-unu, glavno v Nilovi delti.  S tem očesom so upodabljali tudi boginjo Hator.
Pogrebni amuleti so pogosto imeli obliko Horovega očesa. Vadžet ali Horovo oko je bilo osrednji element  sedmih  zapestnic  iz zlata, fajanse, karneola in lapisa lazuli, najdenih na mumiji faraona Šošenka II. Vadžet naj bi varovala faraona pred zlom v zemljskem in v posmrtnem  življenju. Stari Egipčani in srednjevzhodni pomorščaki so Horovo oko pogosto naslikali na premce svojih ladij, da bi jim zagotovilo varno plovbo.

## Hor
| D10 |

| D10 |

Hor  je bil staroegičanski bog, katerega so običajno upodabljali kot južnega sokola ali sokola selca. Njegovo desno oko je bilo povezano s sončnim bogom Rajem. Na očesu kot simbolu so bile upodobljene značilnosti sokolovega očesa, vključno s solzo, ki je včasih upodobljena pod očesom. Njegova zrcalna slika ali levo oko je včasih simboliziralo Luno in boga Džehutija (Tot).
V enem od mitov, v katerem se Set in Hor po Ozirisovi smrti borita za oblast, je Set  Horu izpraskal levo oko. Večino očesa sta obnovila Hator ali Tot, zadnji del pa je ustvaril morda čudež. Ko je bilo Horovo oko spet celo, ga je Hor ponudil svojemu očetu Ozirisu v upanju, da ga bo obudil v življenje. Horovo oko je zato pogosto simboliziralo  žrtvovanje, ozdravljenje, obnovo in zaščito.

## Oko kot hieroglif in simbol
Za prikaz Horovega očesa se je uporabljalo sedem različnih hieroglifov. Najpogostejši je bil ir.t, ki je pomenil tudi storiti ali narediti ali tisti, ki (nekaj) počne. V egipčanski mitologiji oko ni bilo pasiven organ vida, ampak sredstvo delovanja, zaščite ali jeze.
Hieroglif Horovo oko je v Gardinerjevem seznamu hieroglifov označen z D10. V standardu Unicode, ki je enak standardu ISO 10646, ima oznako  U+13080.

## Matematika
V Starem Egiptu so večino ulomkov pisali kot vsoto enotskih ulomkov, se pravi ulomkov s števcem 1 (glej Rhindov matematični papirus, preglednica 2/n).  Ulomek ¾ na primer, so zapisali z vsoto ½ + ¼. 
Za zapis ulomkov 1 ulomljeno s prvimi šestimi potencami števila 2, so Egipčani uporabljali različne dele Horovega očesa:
desna stran očesa  = 1⁄2
zenica = 1⁄4
obrv = 1⁄8
leva stran očesa = 1⁄16
zavit rep  = 1⁄32
solza = 1⁄64
Preglednica ulomkov Horovega očesa je tudi v Rhindovem matematičnem papirusu.
Študije egipčanske matematike od 1970. let do danes so jasno pokazale, da je teorija o Horovem očesu varljiva in Jim Ritter je leta 2003 dokončno dokazal, da je napačna. Simboli, ki so jih uporabljali v matematiki,  so resnično podobni delom Horovega očesa, vendar so drugačni. 

## Galerija
- Horovo oko ali Vadžetin obesek
- Krona nubijskega kralja
- Lesen zaboj, okrašen z bronom, srebrom, slonovino in zlatom
- Fajančna posoda z Besom, ki drži Horove oči
- Zbirka amuletov, Britanski muzej, soba 62
- Glinast amulet boginje Vadžet,  Louvre, okoli 500 pr. n. št.
- Skarabej, The Walters Art Museum